# November 1936
| Deze maand                                                                    |
| ----------------------------------------------------------------------------- |
| - Roosevelt herkozen - Spaanse regering verlaat Madrid - Pact Duitsland-Japan |

De volgende gebeurtenissen speelden zich af in november 1936. Sommige gebeurtenissen kunnen een of meer dagen te laat zijn vermeld doordat ze op de datum staan aangegeven waarop ze in het nieuws kwamen in plaats van de datum waarop ze daadwerkelijk plaatsvonden.
- 1: Koning Carol en kroonprins Michael van Roemenië zijn in Praag voor een formeel bezoek.
- 1: De BBC begint met regelmatige televisie-uitzendingen. De uitzendingen, op één kanaal, zijn voorlopig alleen in een straal van 35 kilometer rond Londen te ontvangen.
- 2: Tussen Batavia en Soerabaja wordt een regelmatige nachttreinverbinding gestart.
- 3: In Zwitserland worden communistische en verwante geschriften verboden.
- 3: De Amerikaanse president Franklin Delano Roosevelt wordt met een overweldigende meerderheid herkozen. In de Senaat en het Huis van Afgevaardigden halen de Democraten een meerderheid van ca. 75%.
- 3: Zwitserland sluit zich aan bij het monetair convenant tussen Verenigde Staten, Verenigd Koninkrijk en Frankrijk.
- 3: In Ierland wordt een nieuwe grondwet afgekondigd.
- 4: Frankrijk is van plan zijn versterkingen langs de grens met Duitsland in beide richtingen uit te breiden.
- 4: De Oostenrijkse bondskanselier Kurt Schussnigg reorganiseert zijn kabinet, waarbij een aantal ministers vertrekt.
- 5: In verband met zijn aankomende huwelijk met prinses Juliana wordt aan Bernhard van Lippe-Biesterfeld het Nederlanderschap verleend.
- 5: De Britse minister van buitenlandse zaken Anthony Eden houdt een rede voor het parlement:
  - Het Verenigd Koninkrijk blijft de volkenbond steunen.
  - De verhouding met Frankrijk en België is zeer goed.
  - De wens van Duitsland voor vriendschappelijkere banden wordt gedeeld, maar niet onder alle voorwaarden.
  - Italië moet zich realiseren dat de Middellandse Zee ook voor het Verenigd Koninkrijk van essentieel belang is.
  - De Britse strijdkrachten zullen worden versterkt.
- 6: In Londen wordt door diverse landen een protocol ondertekend betreffende het militaire gebruik van onderzeeboten. Voor onderzeeboten gelden dezelfde regels als voor andere schepen. In het bijzonder mogen koopvaardijschepen niet tot zinken worden gebracht tenzij vooraf bemanning en passagiers in veiligheid zijn gebracht.
- 7: Koning Leopold van België roept op tot eenheid en gematigheid. Hevige wijzigingen in de politieke structuur van het land noemt hij ongewenst.
- 7: De Spaanse regering trekt weg uit het door Nationalisten bedreigde Madrid en vestigt zich in Valencia.
- 7: Het Verenigd Koninkrijk en Italië besluiten tot een volledige hervatting van de handelsbetrekkingen.
- 8: In een protestvergadering in Gdynia wordt heftig geprotesteerd tegen besluiten van de nationaalsocialistische regering van Danzig.
- 10: In België worden voorstellen ingediend voor de splitsing van het leger in aparte Vlaamse en Waalse divisies en regimenten.
- 10: In Polen wordt Edward Rydz-Śmigły tot maarschalk benoemd.
- 10: De Sovjet-minister van buitenlandse zaken Maksim Litvinov ontvangt de Leninorde.
- 10: In het Verenigd Koninkrijk wordt het dragen van politieke uniformen verboden.
- 11: Een Nederlands wetsvoorstel moet het onderwijzen van Fries op de lagere school mogelijk maken.
- 11: Het nieuwe Duitse wetboek van strafrecht is gereed. Op moord en kinderontvoering staat de doodstraf. Ook belediging van de Führer wordt zwaar bestraft.
- 11: De Poolse minister van buitenlandse zaken Józef Beck bezoekt zijn Britse ambtgenoot Anthony Eden.
- 12: Na een conferentie in Wenen geven Oostenrijk, Hongarije en Italië een gezamenlijk communiqué uit. Italië steunt de Oostenrijkse en Hongaarse ideeën voor bewapeningsgelijkheid. Oostenrijk en Hongarije erkennen Victor Emanuel III als keizer van Ethiopië.
- 12: De Zesdaagse van Rotterdam wordt gewonnen door Jan Pijnenburg en Cor Wals.
- 12: Danzig protesteert bij Polen vanwege een aantal voorvallen van de afgelopen dagen, en in het bijzonder de aanvallen op Danzig in de Poolse pers.
- 12: De San Francisco-Oakland Bay Bridge over de Baai van San Francisco wordt geopend. Met 8 1/4 mijl is dit de langste brug ter wereld.
- 13: In Albanië is een nieuwe regering gevormd, met Koko Kotta als minister-president.
- 13: In het Franse parlement komt het tot een vechtpartij nadat leden van de rechtse oppositie de vermeende desertie van minister Roger Salengro in 1915 ter sprake brengt.
- 14: Duitsland verbiedt het gebruik van koper, nikkel, zink en lood in de bouw.
- 14: De Belgische Kamer keurt het militaire ontwerp van de regering goed, maar verwerpt een dienstplicht voor 18 maanden, en geeft de voorkeur aan een dienstplicht van 12 maanden.
- 15: De Tsjecho-Slowaakse premier Milan Hodza verwerpt de wensen voor autonomie van de Duitsers in het Sudetenland.
- 15: Premier Milan Stojadinović van Joegoslavië bezoekt Turkije in de hoop nauwere betrekkingen aan te knopen.
- 15: Duitsland zegt eenzijdig de bepalingen van het Verdrag van Versailles betreffende de internationalisatie van Memel, Donau, Elbe en Oder op.
- 16: Mongoolse troepen doen een aanval op Taolin.
- 17: Italië verklaart dat Japan via een verdrag met Duitsland is toegetreden tot de As Rome-Berlijn. Japan ontkent echter een militair bondgenootschap met Duitsland te hebben gesloten.
- 18: Duitsland en Griekenland sluiten een verdrag ter uitbreiding van het vliegverkeer. Lufthansa zal haar lijn Berlijn-Saloniki verlengen naar Athene-Rodos-Bagdad. Griekenland stelt een nieuwe luchtverbinding Athene-Berlijn-Londen in.
- 18: De Duitse minister Hjalmar Schacht stelt alle kartels onder staatscontrole.
- 18: De Franse minister Roger Salengro pleegt zelfmoord.
- 18: Duitsland en Italië erkennen de Nationalistische regering in Burgos als de wettige regering van Spanje.
- 18: José Antonio Primo de Rivera, de leider van de Falange Española, wordt ter dood veroordeeld.
- 19 november - De Kleine Entente stelt een herbewapening van Hongarije niet zonder meer af te wijzen. Wel moet deze niet eenzijdig gebeuren, maar via onderhandelingen worden vastgesteld.
- 19: In Ierland komen twee nieuwe ministersposten: Gerald Roland wordt minister voor het grondbezit, Oscar Traymor minister van posterijen.
- 21 - Patrick Duncan wordt benoemd om in maart 1937 Lord Clarendon op te volgen als gouverneur-generaal van Zuid-Afrika. Hij is de eerste Zuid-Afrikaner die in deze post benoemd wordt.
- 22 - In Polen wordt op vele plaatsen gedemonstreerd voor het verkrijgen van koloniën.
- 24 - Na Zwitserland sluiten ook Nederland en België zich aan bij het monetair akkoord tussen de Verenigde Staten, het Verenigd Koninkrijk en Frankrijk.
- 24 - Aan de beurs van Berlijn worden alle officiële noteringen voor buitenlandse fondsen gestaakt.
- 24 - Het monument voor Felix Mendelssohn Bartholdy in Leipzig wordt vernield.
- 24 - Minister De Wilde meldt van plan te zijn de machtiging van de Vrijdenkers Radio Omroep in te trekken.
- 24 - Bij een ontploffing in de staatskruitfabriek in Saint-Chamas (Frankrijk) komen 60 mensen om en vallen 200 gewonden.
- 24 - Max Dormoy volgt de overleden Roger Salengro op als minister van binnenlandse zaken van Frankrijk.
- 24 - De Verenigde Staten verbieden de export van goud door particulieren.
- 25 - Ecuador verbiedt alle buitenlandse communisten de toegang tot het land.
- 25 - In Nederlands-Indië wordt een tijdelijk extra uitvoerrecht van 2% van kracht.
- 25 - In Nederland vindt contingentering plaats van de invoer van suiker, ten gunste van de suikerproduktie op Java.
- 25 - Duitsland en Japan sluiten een bondgenootschap tegen het internationale communisme.
- 26 - Duitsland en Oostenrijk besluiten tot uitbreiding van de handelsbetrekkingen.
- 27 - Manley Hudson, Åke Hammarskjöld en Tsjeng Tien-hai worden gekozen tot rechters van het Permanent Hof van Internationale Justitie.
- 27 - Het Congres van Peru verklaart de presidentsverkiezingen van september, gewonnen door Luis Antonio Eguiguren, ongeldig. Ook geeft het dictatoriale volmachten aan president Óscar Benavides en ontbindt zichzelf.
- 27 - De Britse minister Anthony Eden bevestigt de Britse garantie van de Belgische onafhankelijkheid.
- 27 - De Nationalisten voeren een zware aanval uit op Cartagena, waarbij schepen en munitiedepots vernield worden.
- 29 - Bij kantonale verkiezingen in Genève verliezen de sociaaldemocraten al hun 4 (van de 7) zetels.
- 30 - Japan erkent de Italiaanse heerschappij over Abessynië. Italië erkent Mantsjoekwo.
- 30 - In reactie op Japans verdrag met Duitsland weigert de Sovjet-Unie een recent gesloten visserijverdrag te ondertekenen.
- 30 - Het Crystal Palace in Londen wordt door brand verwoest.

en verder:
- In de Spaanse Burgeroorlog wordt hevig gevochten om Madrid.
- De Nobelprijzen worden aldus verdeeld:
  - Fysiologie of geneeskunde: Henry Hallett Dale en Otto Loewi voor het vaststellen van chemische stoffen die gebruikt worden om prikkels tussen zenuwcellen over te brengen.
  - Scheikunde: Peter Debije voor zijn onderzoek naar de moleculaire structuur
  - Natuurkunde: Victor Hess voor het onderzoek naar kosmische straling, en Carl Anderson voor de ontdekking van het positron
  - Letterkunde: Eugene O'Neill
  - Vrede: Carl von Ossietzky voor 1935, Carlos Saavedra Lamas voor 1936
- In de Sovjet-Unie wordt een aantal Duitsers gearresteerd op verdenking van fascistische propaganda en spionage.
- 70 geleerden worden benoemd als lid van de recentelijk opgerichte Pauselijke Academie voor de Wetenschappen.
- Binnen-Mongolië verklaart de onafhankelijkheid.
- Joegoslavië verkeert in een financiële crisis.
- Het Nederlandsch Luchtvaart Instituut in Utrecht wordt opgericht.

<< · januari · februari · maart · april · mei · juni · juli · augustus · september · oktober · november · december · >>